# Zeneca
Zeneca o per esteso Zeneca Group PLC, era una azienda farmaceutica britannica con sede a Londra. Venne fondata nel 1993 in seguito alla dismissione della divisione farmaceutica e agrochimica del colosso chimico Imperial Chemical Industries.
Nel 1999, Zeneca e la svedese Astra AB si fusero dando vita alla AstraZeneca plc.
Zeneca era specializzata in farmaci per oncologia, come il Casodex, Nolvadex e Zoladex. Altro prodotto importante per l'azienda è stato il Tenormin.

## Origine del nome
Il nome "Zeneca" fu ideato da Interbrand, una società di consulenza specializzata nel settore dei marchi aziendali. A Interbrand fu richiesto di proporre un nome che iniziasse dalla prima o dall'ultima lettera dell'alfabeto, che fosse agevole da pronunciare, non più lungo di tre sillabe e non offensivo in altre lingue.

## Storia
Nel dicembre 1994, Zeneca acquisì il 50% della Salick Health Care, azienda statunitense attiva nel settore della cura contro i tumori, valutandola 440 milioni di dollari. 
Nel maggio 1996, Zeneca vendette la sua divisione di coloranti per l'industria tessile alla tedesca BASF.

Il 28 marzo 1997 Zeneca annunciò l'acquisto del rimanente 50% di azioni della Salick Health Care.
Nel dicembre 1997, Zeneca acquisì per 500 milioni di dollari dalla giapponese Ishihara Sangyo Kaisha il business del settore fungicidi per il mercato USA, assieme ai diritti di distribuzione per quattro prodotti da poco sviluppati nel settore fungicidi, erbicidi e pesticidi.
Nel novembre 1998 Zeneca annunciò la vendita della Divisione prodotti speciali, che includeva biocidi, coloranti industriali, farmaci salvavita, intermedi chimici e resine.
L'11 dicembre 1998, Zeneca e Astra AB annunciarono l'accordo per la fusione tra le due aziende, per costituire un gruppo da 48 miliardi di Sterline. La fusione fu completata nell'aprile 1999 creando il colosso farmaceutico AstraZeneca plc.